# Protonuraghe Corongiu Maria
Die Protonuraghe Corongiu Maria (auch Corongiu’e Mari) liegt oberhalb des Lago del Flumendosa östlich von Nurri in der Metropolitanstadt Cagliari auf Sardinien.
Die runde Protonuraghe Corongiu Maria ist ein gutes Beispiel für eine archaische Protonuraghe (auch Korridor- oder Pseudonuraghe, italienisch Nuraghe a corridoio) mit einem Kraggewölbe-Gang durch das Zentrum der Struktur und Zugänge an beiden Enden. Der östliche Eingang ist zusammengebrochen, aber der dreieckige westliche ist in gutem Zustand.

## Zeitstellung
Die etwa 300 Protonuraghen auf Sardinien entstanden während der Phase B der zweiphasigen Bonnanaro-Kultur, die als Nachfolger der sowohl megalithischen als auch kupferzeitlichen Monte-Claro-Kultur etwa zwischen 1800 und 1500 v. Chr. herrschte.